# Nonea pallens
Nonea pallens är en strävbladig växtart som beskrevs av Petrovic. Nonea pallens ingår i släktet nonneor, och familjen strävbladiga växter. Inga underarter finns listade i Catalogue of Life.